# Pseudocordylus subviridis
Espèce
Synonymes
- Cordylus subviridis Smith, 1838
- Pseudocordylus melanotus subviridis (Smith, 1838)

Statut CITES
Pseudocordylus subviridis est une espèce de sauriens de la famille des Cordylidae.

## Répartition
Cette espèce se rencontre dans les Drakensberg en Afrique du Sud et au Lesotho.

## Publication originale
- Smith, 1838 : Contributions to South African zoology. Art. VI. Annals And Magazine Of Natural History, ser. 1, vol. 2, p. 30-33 (texte intégral).